# 伊藤誠 (経済学者)
伊藤 誠（いとう まこと、1936年4月20日 - 2023年2月7日）は、日本の経済学者。位階は従四位。東京大学名誉教授。日本学士院会員。理論経済学専攻。

## 人物
東京都出身。マルクス経済学者で東京大学名誉教授。宇野弘蔵、鈴木鴻一郎の後継者として宇野経済学の流れを汲む。
以前、マルクス経済学内部で存在した、資本主義分析を通じて社会主義への途を目指す正統派と称されるマルクス主義の流れと、原理論・段階論・現状分析に焦点を絞った宇野派の理論対立は、90年代に入ってほぼ収束した。伊藤は、その象徴的存在として、以前はありえなかった正統派との共同研究を精力的に展開していた。
アソシエ21、変革のアソシエ共同代表。新社会党・9条ネットを支持していた。
2011年、瑞宝重光章受章。
2023年2月7日、急性心筋梗塞のため、死去。86歳没。死没日付をもって従四位に叙された。

## 経歴
- 1955年 東京都立日比谷高等学校卒業
- 1959年 東京大学経済学部経済学科卒業
- 1961年 東京大学大学院社会科学研究科修士課程修了
- 1966年 東京大学経済学部助教授
- 1975年 経済学博士（東京大学）。博士論文は「信用と恐慌」。
- 1980年 東京大学経済学部教授
- 1997年 東京大学を定年退職、國學院大學経済学部教授就任、東京大学名誉教授
- 2003年 日本学士院会員
- 2007年 國學院大學を定年退職、国士舘大学大学院グローバルアジア研究科教授
- 2010年 国士舘大学大学院グローバルアジア研究科教授を退職

## 著書
- 『信用と恐慌』（東京大学出版会）1973
- 『資本論研究の世界』（新評論）1977
- 『価値と資本の理論』（岩波書店）1981
- 『現代の資本主義 その経済危機の理論と現状』新地書房 1981
- 『現代のマルクス経済学』ティビーエス・ブリタニカ 1982 社会評論社、1988
- 『世界経済の中の日本 ポスト・フォーディズムの時代』社会評論社 1988
- 『資本主義経済の理論』（岩波書店）1989
- 『逆流する資本主義』（東洋経済新報社）1990
- 『現代の社会主義』講談社学術文庫、1992
- 『世界経済の転換を考える』時事通信社 1993
- 『市場経済の学史的検討』社会評論社(マルクス経済学叢書) 1993
- 『市場経済と社会主義』（平凡社）1995
- 『日本資本主義の岐路』（青木書店）1995
- 『日本経済を考え直す』（岩波書店）岩波セミナーブックス、1998
- 『幻滅の資本主義』（大月書店）2006
- 『｢資本論｣を読む』講談社学術文庫 2006
- 『サブプライムから世界恐慌へ 新自由主義の終焉とこれからの世界 』（青土社）2009
- 『伊藤誠著作集』全6巻（社会評論社）2009-12

1. 現代のマルクス経済学
2. 価値と資本の理論
3. 信用と恐慌
4. 逆流する資本主義
5. 日本資本主義の岐路
6. 市場経済と社会主義

- 『日本経済はなぜ衰退したのか』平凡社新書 2013
- 『経済学からなにを学ぶか その500年の歩み』平凡社新書 2015
- 『マルクス経済学の方法と現代世界』桜井書店 2016
- 『資本主義の限界とオルタナティブ』岩波書店 2017

### 共編著
- 『経済学と現代』宇沢弘文,竹内啓,石井寛治共編　東京大学産業経済研究叢書・東京大学出版会、1974
- 『マルクス経済学叢書』桜井毅、山口重克共編 社会評論社

1『価値論の新展開』1983
2『利子論の新展開』1984
3『恐慌論の新展開』1985
9『市場経済の学史的検討』小幡道昭共編 1993
- 『いまマルクスを問う』いいだもも共編 幸洋出版 1984
- 『経済理論と現代資本主義 ノート交換による討論』置塩信雄共著 岩波書店 1987
- 『経済学史』編 有斐閣 1996
- 『情報革命と市場経済システム 企業と産業の構造転換』岡本義行共編著 富士通経営研修所(富士通ブックス)1996
- 『マルクスの逆襲 政治経済学の復活』横川信治、野口真共編著 日本評論社 1996
- 『現代資本主義をどう視るか』北原勇,山田鋭夫共著 青木書店 1997
- 『進化する資本主義』横川信治, 野口真共編著 日本評論社 1999
- 『現代資本主義のダイナミズム』編 御茶の水書房 1999
- 『マルクス理論の再構築 宇野経済学をどう活かすか』降旗節雄共編 社会評論社 2000
- 『資本主義経済の機構と変動』編 御茶の水書房 2001
- 『貨幣・金融の政治経済学』C.ラパヴィツァス共著 岩波書店 2002
- 『危機からの脱出 変革への提言』本山美彦共編 御茶の水書房 2010
- 『世界と日本の政治経済の混迷 変革への提言』本山美彦共編 御茶の水書房 2011

### 翻訳
- 『欧米マルクス経済学の新展開』櫻井毅、山口重克共編・監訳 東洋経済新報社 1978
- 『論争・転形問題 価値と生産価格』櫻井毅、山口重克共編訳 東京大学出版会 1978
- ポール・M.スウィージー『革命後の社会』ティビーエス・ブリタニカ 1980
- P.M.スウィージー, H.マグドフ『アメリカ資本主義の危機』ティビーエス・ブリタニカ 1982
- ポール・M.スウィージー『革命後の社会』社会評論社 1990
- D.M.ゴードン,マイケル・ライク, リチャード・エドワーズ『アメリカ資本主義と労働 蓄積の社会的構造』河村哲二共訳 東洋経済新報社 1990
- ジョン・E.ローマー『これからの社会主義 市場社会主義の可能性』青木書店 1997
- アンドルー・グリン『狂奔する資本主義 格差社会から新たな福祉社会へ』横川信治共訳 ダイヤモンド社 2007
- エリック・ホブズボーム『いかに世界を変革するか マルクスとマルクス主義の200年』水田洋監訳,太田仁樹,中村勝己,千葉伸明訳 作品社 2017